# 戴维·M·格林
戴维·M·格林（英語：David Michael Green，1960年2月28日—），澳大利亚男子马术运动员。他曾代表澳大利亚参加1988年、1992年和1996年夏季奥林匹克运动会马术比赛，获得一枚金牌。